# 山田公男
山田 公男（やまだ きみお、1966年12月10日 - ）は、日本の殺陣師、俳優、スタントマン。静岡県沼津市出身。血液型A型。殺陣の団体「昊士会」（こうしかい）を主催。 

## 来歴
小学生の頃、特撮番組に夢中になり、10歳の時にスタントマンを紹介するテレビ番組を偶然目にして衝撃を受け、スタントマンに憧れを抱き始める。中学生の時に、真田広之やジャッキー・チェンの映画に夢中となり、高校2年の17歳の時、千葉真一率いるジャパンアクションクラブ (JAC)の養成所の試験を受ける。
この年の試験の受付は既に終了していたが、どうしても受けたいと思い、当時恵比寿にあった JACの事務所を訪ね、頭を下げて依頼するが断られ何度も追い帰される。しかしどうしてもあきらめることができず、4度目のアタックにて念願叶い、願書を受理された。苦労して得た受験のチャンスだったが、試験の1週間前に当時入部していたラグビー部の試合で腸骨にひびが入る怪我を負う。試験当日、痛みはあったが試験科目の実技をやろうとすると事情を知った試験官に無理はしないよう止められた。
結果は合格するも親や学校に反対され断念する。しかし高校卒業後もスタントマンへの夢をあきらめられず、19歳の時に上京、再度JACを受験しようとするも、この年度の募集試験は既に終わっており、断念。その後、仕方なくコンビニでアルバイトをしている時に店内にあった雑誌に刑事ドラマのアクション監督であった芸能事務所K&U主催の宇仁貫三の記事が目に留まり、すぐにテレビ局に電話をし何とか連絡先を突き止め、弟子入りを申し出てスタントの世界に入った。

## 経歴
<殺陣作品>
◎映画
⚫︎レディハンター/殺しのプレリュード (1991年) 殺陣補佐
⚫︎未来の思い出 (1992年、東宝) 殺陣補佐
⚫︎野獣伝説 (1993年) 殺陣補佐
⚫︎ボディーガード牙 (1993年) 殺陣補佐
⚫︎銀玉命！銀次郎3 (1994年) 殺陣補佐
⚫︎横浜ばっくれ隊 (1994年、イメージファクトリー・アイエム) 殺陣補佐
⚫︎ゴジラVSスペースゴジラ (1994年、東宝) 殺陣補佐
⚫︎knife (1996年) 殺陣補佐
⚫︎修羅がゆく4 東京大戦争(1997年、Knack) 殺陣補佐
⚫︎修羅がゆく5 (1997年、Knack) 殺陣補佐
⚫︎リストラ代紋2 (1997年) 殺陣補佐
⚫︎新・悲しきヒットマン2 (1997年) 殺陣
⚫︎あばれブンヤ (1998年) 殺陣補佐
⚫︎蘇る金狼 (1998年、ギャガ・コミュニケーションズ) 殺陣
⚫︎フリージア極道の墓場 (1998年、大映) 殺陣
⚫︎信長コンチェルト (2016年、東宝) 殺陣補佐
⚫︎サムライマラソン (2019年、ギャガ) 殺陣
●生き様（2021年）殺陣
●雪の花　ーともに在りてー（2025年、松竹）殺陣
◎ドラマ
⚫︎愛が憎しみに変わる時 (1992年) 殺陣
⚫︎七瀬ふたたび (2008年、NHK) 殺陣
⚫︎真珠湾からの帰還 〜軍神と捕虜第一号〜(2011年、NHK) 殺陣
⚫︎花子とアン (2014年、NHK) 殺陣
⚫︎美女と男子 (2015年、NHK) 殺陣

◎海外作品
⚫︎シルク (2006年、台湾映画、CMCエンターテイメント) 殺陣補佐

<出演作品>
◎映画
⚫︎さらば愛しき人よ (1987年、松竹)
⚫︎湘南爆走族 (1987年、東映)
⚫︎TOKYO POP (1987年、インターナショナル・スペクトラフィルム)
⚫︎竹取物語 (1987年、東宝)
⚫︎帝都物語 (1988年、東宝)
⚫︎ゴルフ夜明け前 (1987年、東宝)
⚫︎クレイジーボーイズ (1988年、松竹富士)
⚫︎ぼくらの七日間戦争 (1988年、東宝)
⚫︎メロドラマ(1988年、にっかつ)
⚫︎夢の祭り (1989年、ヘラルド・エース=日本ヘラルド映画)
⚫︎座頭市 (1989年、松竹)
⚫︎YWARA (1989年、東宝)
⚫︎千利休 本覚坊遺文 (1989年、東宝)
⚫︎ガンヘッド(1989年、東宝)
⚫︎天と地と (1990年、東映)
⚫︎帝都大戦 (1989年、東宝)
⚫︎ゴジラVSビオランテ (1989年、東宝)
⚫︎ジパング (1990年、東宝)
⚫︎浪人街 (1990年、松竹)
⚫︎ウォータームーン (1989年、東映洋画)
⚫︎ウルトラQムービー 星の伝説 (1990年、松竹)
⚫︎香港パラダイス (1990年、東宝)
⚫︎咬みつきたい (1991年、東宝)
⚫︎幕末純情伝 (1991年、松竹)
⚫︎ゴジラVSキングギドラ (1991年、逃亡者)
⚫︎ジゴロコップ六本木・赤坂美少年倶楽部 (1991年)
⚫︎監禁逃亡 (1992年)
⚫︎けっこう仮面 II (1992年)
⚫︎ゴジラVSモスラ (1992年、東宝)
⚫︎エンジェル 僕の歌は君の歌 (1992年、東宝)
⚫︎子連れ狼 その小さき手に (1993年、松竹)
⚫︎オイディプスの凶獣 (1993年)
⚫︎ゴジラVSメカゴジラ (1993年、東宝)
⚫︎武闘派仁義 全面戦争篇 (1993年)
⚫︎新宿アウトロー (1994年)
⚫︎凶銃ルガーP08 (1994年)
⚫︎これがシノギや！ (1994年、イメージファクトリー・アイエム)
⚫︎四十七人の刺客 (1994年、東宝)
⚫︎天使のはらわた (1994年、アルゴ・ピクチャーズ)
⚫︎夜がまた来る (1994年、アルゴ・ピクチャーズ)
⚫︎不夜城 (1998年、)
⚫︎岸和田少年愚連隊 カオルちゃん最強伝説〜番長足球〜 (2003年、セディックインターナショナル)
⚫︎猿飛佐助・闇の軍団 (2004年)
⚫︎蝉しぐれ (2005年、東宝)
⚫︎隠し砦の三悪人 (2008年、東宝)
⚫︎ICHI (2008年、ワーナーブラザース映画)
⚫︎必死剣 鳥刺し (2010年、東映)
⚫︎桜田門外ノ変 (2010年、東映)
⚫︎大奥 (2010年、松竹、アスミック・エース)
⚫︎宮城野 (2010年)
⚫︎清須会議 (2013年、東宝)
⚫︎蜩の記 (2014年、東宝)
⚫︎忍びの国 (2017年、東宝)
⚫︎散り椿 (2018年、東宝)
●生き様（2021年）
◎海外映画
⚫︎THE GEATE RAID (2005年 、アメリカ・オーストラリア)
⚫︎The Last Samurai (2003年 、アメリカ )
⚫︎47RONIN (2013年 、アメリカ)
⚫︎Kate (2019年、アメリカ、Netflix)
◎テレビ
NHK
⚫︎信長 KING OF ZIPANG (1992年)
⚫︎琉球の風 (1993年)
⚫︎物書同心いねむり紋蔵 第3話 (1998年)
⚫︎武蔵 (2003年)
⚫︎柳生十兵衛七番勝負 (2005年)
⚫︎柳生十兵衛七番勝負 島原の乱 (2006年)
⚫︎柳生十兵衛七番勝負 最後の闘い (2007年)
⚫︎花の誇り (2008年)
⚫︎桂ちづる診察目録 (2010年)
⚫︎おんな城主 直虎 (2017年)
日本テレビ
⚫︎銭形平次
SP 、第19話、33話、35話、36話、38話、40話 (1987年)
⚫︎炎の料理人 北大路魯山人 (1987年)
⚫︎夢と承知で (1988年)
⚫︎スクールガール・セレナーデ 桂華學女小夜曲 (1988年)
⚫︎野望の国　
第1話、4〜8話 (1989年)
⚫︎花燃える日々
第1話、2話 (1990年)
⚫︎危険な家族 (1990年)
⚫︎炎の如く〜吉田松陰〜 (1991年)KRY
TBS
⚫︎香水心中:横溝先生SP (TBS)
⚫︎オヨビでない奴！
第4話 (1987年)
⚫︎不死蝶 (1988年)
⚫︎忠臣蔵・女たち・愛 (1987年)
⚫︎豊臣家の人々 (1988年)
⚫︎加トちゃんケンちゃん (1988年)
⚫︎妻たちの鹿鳴館 (1988年)
⚫︎袖の下捕物帳 (1991年)
⚫︎今宵はKANKURO (1991年)
⚫︎女子高生！危険なアルバイト (1991年)
⚫︎デパート秋物語 (1992年)
⚫︎殺陣の駒音 (1993年)
⚫︎弁護士芸者のお座敷事件簿 3 (1998年)
⚫︎さとうきび畑 (2003年)
⚫︎逃亡者 RUNNAWAY (2004年)

フジテレビ
⚫︎おもしろニッポンなっとく歴史館 (1988年)
⚫︎死の証人 (1989年)
⚫︎鬼平犯科帳 第1シリーズ
第6話、8〜14話、16〜17話、20〜21話、24〜25話 (1989年)
⚫︎鬼平犯科帳 第2シリーズ
第1話、5〜8話、10〜12話 (1990〜1991年)
⚫︎神谷玄次郎捕物控
第5〜7話、9話 (1990年)
⚫︎戦艦大和 (1990年)
⚫︎仕掛人・藤枝梅安
第2〜3話、5話 (1991年)
⚫︎風車の花吉捕物綴
第1〜4話、6話 (1992年)
⚫︎金山大爆破 (1992年)
⚫︎鬼平犯科帳 第3シリーズ
第5〜7話、16話、17話 (1992年)
⚫︎運命峠 (1993年)
⚫︎仕掛人・藤枝梅安 (1993年)
⚫︎七衛門の首 (1993年)
⚫︎八丁堀捕物ばなし
SP、第5〜9話、12話 (1993〜1994年)
⚫︎鬼平犯科帳 第4シリーズ
第7話、13話、15話 (1993年)
⚫︎御家人・斬九郎　第1シリーズ
第1〜8話 (1995年)
⚫︎橋の雨 (1996年)
⚫︎最後の依頼人 (1997年)
⚫︎音の犯罪捜査官・響奈津子 7 (2005年)
⚫︎あしたの、喜多善男 (2008年)
⚫︎任侠ヘルパー (2009年)

テレビ朝日
⚫︎ザ・ハングマン 6
SP 、第7話、10話 (1987年)
⚫︎ザ・ハングマン 7
第1話、4〜6話、8〜10話、12話、16話 (1987年)
⚫︎ベイシティ刑事
第9話 (1987年)
⚫︎ぐるり富士山まじないツアー (1988年)
⚫︎ムチャな弁護士あんたの代理人 (1989年)
⚫︎鹿鳴館の貴婦人 (1990年)
⚫︎ビートたけしのTVタックル (1990年)
⚫︎必殺スペシャル・秋！仕事人VSオール江戸警察 (1990年)
⚫︎法医学教室事件ファイル　第1シリーズ (1992年)
⚫︎街角の切り花 (1994年)
⚫︎最高の食卓
第1話 (1997年)
⚫︎風よ、撃て (1997年)
⚫︎同居人カップル殺人推理旅行 6 (1999年)
⚫︎おばさん刑事 流石姫子 (2002年)
⚫︎遺産争族 (2015年)

テレビ東京
⚫︎隠密 奥の細道
第1〜2話、8話、10話 (1988年)
⚫︎月影兵庫あばれ旅
第3話、5話、6話 (1989〜1990年)
⚫︎付き馬屋おえん事件帳　第1シリーズ
第1、3話、8話、10〜12話 (1990年)
⚫︎参上！天空剣士 (1990年)
⚫︎江戸・中町奉行所 (1990年)
⚫︎大江戸捜査網
第1〜18話、20話、21話 (1990〜1991年)
⚫︎次郎長三国志 (1991年)
⚫︎月影兵庫あばれ旅
第11話 (1989〜1990年)
⚫︎上意討ち 拝領妻始末 (1992年)
⚫︎付き馬屋おえん事件帳 第2シリーズ
第1〜3話 (1993年)
⚫︎孤臣 お命守り申し候 (1993年)
⚫︎ジロチョー〜清水の次郎長維新伝〜 (2010年)
CS時代劇専門チャンネル
⚫︎御用牙 (1993年)

WOWWOW
⚫︎宿命 (2004年)

◎オリジナルビデオ
⚫︎クライムハンター (1989年)
⚫︎雷電 (1994年)
⚫︎仁義 3 (1994年)
⚫︎餓狼伝 (1995年)
⚫︎闘龍伝 (1995年)
⚫︎本気 3 (1994年)
⚫︎MONSTER COMMANDO (1995年)
⚫︎泥棒貴族ボディーハンター (1996年)